# Beurré de Rance
La Beurré de Rance est une variété de poire.

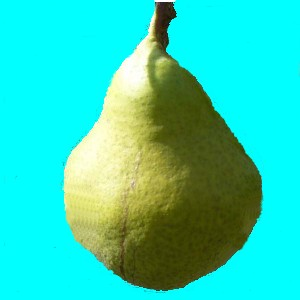
Beurré de Rance.

## Synonymes
- Beurré Rance.
- Bon Chrétien de Rance.
- De Rans.
- De Rance.
- Beurré Bon Chrétien.
- Beurré de Pentecôte.
- Hardenpont de printemps.
- Beurré du Rhin[1].

## Origine
Cette poire est très ancienne. Elle figure dans Le Lectier, Catalogue des arbres cultivés dans son verger et plant, de 1628.

## Arbre
L'arbre est faible, les rameaux étalés sont peu nombreux, avec des lenticelles très petites, très espacées et les coussinets presque nuls.
Les yeux sont moyens, ovoïdes, duveteux, noyés dans l'écorce.
L'arbre ne se greffe que sur franc, sa vigueur est insuffisante sur cognassier.

## Fruit
Il est volumineux, avec un pédoncule long ou court. La poire est ventrue et bosselée, avec un œil moyen et mi-clos, faiblement enfoncé.
La peau est très rude et très épaisse, vert terne bronzé, ponctuée et fortement marbrée de gris clair. Elle est maculée de fauve autour de l'œil et du pédoncule .
Maturité variable, de novembre à février et parfois jusqu'à mars-avril.

## Appréciation générale
Poire de première qualité, excellente pour faire des compotes.

#### Ouvrages
- André Leroy,  « Dictionnaire de Pomologie », Poires, tomes  I et II, Imprimeries Lachaire à Angers.
- H. Kessler : « Pomologie illustrée », Imprimeries de la Fédération S.A, Berne, ?.

ISBN : ?
- Georges Delbard, « Les Beaux fruits de France d’hier », Delbard, Paris, 1993,  (ISBN 2-950-80110-2)
.

#### Revues et publications
- Revue « Fruits Oubliés », no 54.